# Горан Комар
Горан Комар (Сарајево, 21. јун 1962) српски је љекар, историчар и публициста. Бока которска и Херцеговина су у фокусу његовог научног рада. Почасни је професор Филолошког факултета у Бањој Луци.

## Живот
Син је Жарка и Браниславе (Бронзић). Отац му је родом из Берковића, између Мостара и Требиња, а мајка из села Камено, изнад Херцег Новог. Основну и средњу школу је завршио у Херцег Новом, а студије медицине у Новом Саду. Специјализирао је општу медицину у Београду 2000. године. Живи у Херцег Новом.

## Научни рад
Рад на пољу историјских тема одвија се у више праваца: Рад на обради и објављивању изворних ћириличних докумената Боке которске, Дубровника и залеђа. Стварање специјалног ћириличног фонта, који доноси аутентични облик словних знакова старог система писма. Изучавање ћириличних натписа старе Херцеговине и Босне. Рад на сабирању података за политичку и нарочито црквену историју Херцеговине и херцегновског краја. Објављује монографска дјела посвећена изучавању историјског хода херцегновских села, као и радове из историје Српске православне цркве у Боки и Херцеговини. Велики број радова посветио је рушењу тезе о измјени етничке слике Боке которске након млетачко–савезничког заузећа Херцег Новог 1687. године. Често је говорник на разним предавањима и гост у радио емисијама у организацији Митрополије црногорско-приморске. Научним радом се бори и против покушаја фалсификовања историје Срба у Боки и Црној Гори.

## Награде
Добитник је Октобарске награде града Херцег Новог, оредена деспота Стефана Лазаревића, повеље општина Берковићи и Билећа. 

## Дјела
- Планинска села Драчевице под влашћу Венеције, 1997.
- Ћирилска документа Млетачког архива у Херцег Новоме – политичко – управни списи ићирилска документа манастира Савина – 18. вијек, 1998.
- Сушћепан. Село у Боки которској, 1999.
- Кртољске исправе – архива породице Костић из Кртола у Боки которској. Ћирилична докумената из XVIII и XIX вијека, 2000.
- Поменик луштички, збирку читуља луштичких фамилија, 2000.
- Либро от Гербља, збирку грбаљских читуља, 2000.
- Светоуспенски манастир Савина у Мељинама код Херцег Новог, 2001.
- Писма, збирка писама научника, историчара и српског родољуба Младена Црногорчевића, 2001.
- Духовност Боке. На српској морској граници, 2001.
- Бока которска. Културно – историјски водич, 2002.
- Нови, два рукописа сјећања бившег градоначелника Херцег Новог Јова Шпировог Секуловића и каменског кнеза Јокана Радовића, 2002.
- Кути, преглед историје овог бокешког села, са преведеним докуменатима овога краја из времена млетачке и аустријске доминације, 2002.
- Црква Рождество Св. Јована Крститеља на Лоберу (Суторина, Херцег – Нови), 2002.
- Савинске читуље новских фамилија, 2002. и 2003. (два издања)
- Драчевица, часопис који је од 2003. излазио једном годишње. Изашло је 6 бројева.
- Црква Полагање Ризе Пресвете Богородице у Бијелој (Бока которска), 2004.
- Херцег Нови. Историја новска од искона до пада Венеције, 2004.
- Фалсификовање херцегновске историје о Морејском рату (1684 – 1699), 2005.
- Херцегновске знаменитости, у три књиге са овим називом објављен је велики број староћириличних исправа Херцег Новог, 2006.
- Српска православна црква у Херцег – Новоме, 2007.
- Луштица. Земља маслина, земља гомила, земља православља, коаутор, 2007.
- Камено код Херцег – Новог. 672 године помињања села – хроника, 2007.
- Херцеговина у Боки. Темељи модерног Херцег – Новог, 2008.
- Митрополити Саватије и Стефан Љубибратићи – прилози биографијама, 2008.
- Архиви и реликвије града Новог. Крађе и разношења, 2009.
- Бока которска. Ћирилични споменици 17, 18. и 19. вијек, 1608 – 1917, Мјешовита грађа – acta serbica, 2009.
- Прва књига Топаљске општине, 2009.
- Митрополити Саватије и Стефан Љубибратићи и њихово доба. Приморска епископија и митрополиja (1653–1762), 2009.
- Савински игуман јеромонах Арсеније (Милутиновић) 1684 – 1754. Прилози животопису, 2010.
- Ћирилична документа Дубровачког архива. Прилози историји свакодневногживота на тромеђи Дубровника, Требиња и Новог (1504—1785), 2010. и 2011. - 2., допуњено издање. 3. допуњено и измијењено издање, 2012.
- Писма Миха Кувељића. Кандијски рат (1664—1662), 2010.
- Херцегновски ћирилични пописи 1750-1826, транскрипти староћириличних пописа становништва Херцег Новог, 2011.
- Књиге од вијерности и доброте Топаљске комунитади (1751—1806), 2011.
- Значајни родови Херцег Новог. Архивска истраживања, књига I, 2011.
- Даниловићи, зубачки и новски прваци, 2012.
- Бијељанске ћирилични архив 1706-1855 (Збирка Предрага Петровог Шеровића), 2012.
- Херцегновска Саборна црква Светог Вазнесења Господњег на Топлој и њена општина, коаутор са Небојшом Рашом, 2013.
- Ћирилична документа Перашког архива 1633-1851, 2013.
- Манастир Успења Пресвете Богородице на Савини код Херцег Новог, 2013.
- Стари ћирилични натписи источне Херцеговине, 2014.
- Стари ћирилични натписи источне Херцеговине (са прегледом крстова), 2. допуњено и измјењено издање, 2015.
- Стари ћирилични натписи и крстови љубињског подручја, 2015.
- Управна тијела Топаљске (Херцегновске) општине 1718-1944. година, 2016.
- Стари ћирилични натписи источне Херцеговине (са прегледом крстова), 3. допуњено и измјењено издање, 2016.
- Средњовјековни ћирилички споменици Дабра, 2017.
- Ћирилички споменици Гламочког поља. Пола вијека ћириличке писмености Гламоча, коаутор, 2017.
- Српске општине под Венецијом, 2017.
- Збирке породичних читуља Кртола у Боки которској, 2017.
- Ћирилички натписи у селу Придворица (Гатачки Борач), 2017.
- Ћирилички натписи на стећцима, 2018.
- Рускова књига, средњовјековни дубровачки кодекс. Преписи докумената 14. и 15. вијека, 2019.
- Дробњачка ћириличка документа. Прилози историји Дробњака у Морејском рату, 2019.
- Књига о стећку, 2019.
- Повијест о Вишњем Јерусалиму, 2020.
- Споменици српски, повеље, писма, натписи, 2020.
- Мокрине, бокешки град у селу, 2021.
- Прва књига Топаљске општине, 2022.